# Ракош (Ревуца)
Ракош (слч. Rákoš) насељено је мјесто са административним статусом сеоске општине (слч. obec) у округу Ревуца, у Банскобистричком крају, Словачка Република.

## Становништво
| Година:    | 1994. | 2004.   | 2014.   | 2024.   |
| ---------- | ----- | ------- | ------- | ------- |
| Број људи: | 382   | 413     | 428     | 402     |
| Разлика:   |       | +8,11 % | +3,63 % | -6,07 % |

| Година:    | 2023. | 2024.   |
| ---------- | ----- | ------- |
| Број људи: | 405   | 402     |
| Разлика:   |       | -0,74 % |

Према подацима о броју становника из 2011. године насеље је имало 423 становника.